# Леверетт, Джон
Джон Леверетт (англ. John Leverett; крещен 7 июля 1616 года - 16 марта 1678/9) — английский колониальный чиновник, торговец, офицер, предпоследний (19-й) губернатор колонии Массачусетского залива. Родившись в Англии, он прибыл в Массачусетс в подростковом возрасте. В 1640-х годах вернулся в Англию, чтобы сражаться в английской гражданской войне.
Был противником ортодоксального пуританизма в колонии, считал, что колониальное правительство не должно находится под властью английской короны, что во многом вызвало окончательное аннулирование колониальной хартии в 1684 году. Его деловая и военная деятельность иногда пересекались, что бросало тень на все руководство колонии. Однако он был популярен среди солдат и ежегодно переизбирался губернатором колонии с 1673 года до своей смерти в 1679 году. Расширил территории колонии, купив земельные владения в современном Мэне.

## Ранние годы
Джон Леверетт был крещен 7 июля 1616 года в церкви Святого Ботольфа в Бостоне, Линкольншир. Его отец, Томас Леверетт, был близким соратником Джона Коттона, одного из лидеров пуритан Англии. Ничего не известно о его матери, Энн Фишер, кроме того, что она родила мужу 16 детей. О молодости Джона Леверетта также ничего не известно до отъезда его семьи в Новый Свет в 1633 году. К началу 1630-х годов отец Леверетта был олдерменом в Бостоне и приобрел в партнерстве с Джоном Бошамом из Плимутского совета в Новой Англии грант на землю в нынешнем штате Мэн. Когда семья Леверетта прибыла в колонию Массачусетского залива, она обосновалась в столице, также называвшейся Бостоном. Леверет женился на Ханне Хадсон в 1639 году. Она родила ему сына, Хадсона, в 1640 году и умерла в 1643 году. 
В 1639 году Леверетт поступил на службу в артиллерийскую бригаду Массачусетса. Артиллерийская бригада была центром сосредоточения людей, которые не соглашались с ортодоксальными пуританскими взглядами лидеров колонии. Многие из ее офицеров, Леверетт был среди них, выступали против колониальных репрессий в отношении религиозных инакомыслящих. Офицеры также занимались торговлей. Леверетт часто сотрудничал с Эдвардом Гиббонсом и генерал-майором Робертом Седжвиком в своих торговых предприятиях Смешение военной службы и коммерческого деятельности иногда приводило к конфликту интересов. В 1640-х годах Гиббонс убедил губернатора Джона Уинтропа разрешить добровольцам штата Массачусетс помочь французскому губернатору Акадии Шарлю де ла Туру в его споре с Шарлем де Мену д'Ольнеем. Гиббонс и Леверетт выторговали у де ла Тура эксклюзивные торговые привилегии в обмен на эту помощь.

## Английская гражданская война
Примерно в 1644 году Леверет отправился в Англию, где сражался в армии Оливера Кромвеля в английской гражданской войне, в кавалерии под командованием Томаса Рейнсборо. Он вернулся домой в 1645 году, но, возможно, вернулся в Англию в последующие годы. В этот период Леверетт женился на дочери Роберта Седжвика Саре. У пары было 12 детей, из которых только шесть выжили до совершеннолетия.
Пребывание Леверетта в Англии привело его к убежденности в необходимости большей религиозной терпимости. Он отстаивал эту идею перед лицом консервативного пуританского руководства Массачусетса, которое выступало против религиозных взглядов, не соответствовавших их собственным. Он особенно критиковал Кембриджскую платформу, закреплявшую основы церкви в Новой Англии, и выступал против наказания инакомыслящих, когда заседал в качестве депутата колониального законодательного органа.

## Участие в политической деятельности
В 1642 году Леверетт и Эдвард Хатчинсон были отправлены дипломатическими посланниками для переговоров с вождем племени Наррагансетт Миантономо на фоне опасений, что местные индейские племена сговорились начать войну с английскими колонистами. Миантономо приехал в Бостон и убедил губернатора Уинтропа, что слухи беспочвенны. 
После возвращения из Англии Леверетт возобновил свою политическую деятельность. Он был избран одним из двух представителей Бостона в общем суде колонии в 1651 году и в течение короткого времени выступал в качестве спикера палаты. В течение 1650-х и 1660-х годов он заседал в общем суде. 
Леверетт был популярным лидером колониальной милиции, что привело к спорной ситуации. Колония проголосовала за то, чтобы ограничить размеры своих ополчений и лишить офицеров права занимать больше одного поста одновременно. В 1652 году, когда Леверет был капитаном кавалерийской бригады в графстве Саффолк, он также был избран капитаном одной из пехотных бригад Бостона, а также капитаном артиллерийской бригады Массачусетса. Колониальные магистраты отказались предоставить ему освобождение от этого требования, и он должен был отказаться от двух "лишних" постов. По-видимому, ему удалось сохранить руководство артиллерийской бригадой, поскольку бригада была в итоге освобождена от правил, регулирующих деятельность милиции.

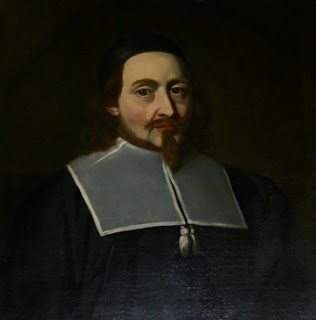
Губернатор Джон Эндикотт

Губернатор Джон Эндикотт в 1652 году направил экспедицию, чтобы определить северную границу колонии, которая была определена уставом в 3 милях (4,8 км) к северу от реки Мерримак. Экспедиция обнаружила (ошибочно), что бассейн Мерримака был близок к тому, что теперь известно как озеро Уиннипесоки в Нью-Хэмпшире. Было обнаружено, что граница между Востоком и Западом на этой широте включает несколько небольших поселений в южной части современного штата Мэн. Эндикотт послал Леверетта в качестве одного из нескольких комиссаров для переговоров о включении этих поселений в колониальные владения, что привело к окончательному формированию округа Йорк, штат Массачусетс. Леверетт заинтересовался развитием этих земель и инвестировал в них значительные средства, унаследованные от отца. 
В 1655 году Леверетт был официально назначен представителем Массачусетской колонии в Англии. Неясно, бывал ли он в этот период в Англии, но считался таковым до 1662 года. В 1650-е годы, когда Кромвель был лордом-протектором, колония получила преимущества от отношений, которые Леверетт имел с Кромвелем во время гражданской войны. В частности, Кромвель не предпринял никаких шагов для обеспечения соблюдения Закона о передвижении 1651 года против торговцев колонии, а также отклонил жалобы на репрессивную тактику колонии против нонконформистов. Последнее произошло, несмотря на личное противодействие Леверетта экстремистской позиции колонии в отношении религии. 

## Военное руководство Акадией
В 1651 году Англия и Нидерланды начали войну. Новость о ней прибыла в Новый Свет в 1652 году, и поползли слухи среди английских колонистов, что голландцы в Новом Амстердаме планируют в союзе с индейцами напасть на них. Леверетт и Роберт Седжвик видели значительную выгоду для своих торговых операций, если голландцы будут устранены как конкуренты, и лоббировали идею начала военных действий против Нового Амстердама, хотя религиозные лидеры колонии, такие как Саймон Брэдстрит, были против. Генерал-губернатор Нового Амстердама Питер Стёйвесант пригласил делегацию из колоний Новой Англии в Новый Амстердам, чтобы обсудить проблему. Леверетт был одним из комиссаров, посланных в 1653 году; он внимательно следил за укреплениями голландской колонии, пока был там. Вскоре колония Нью-Хейвен подала прошение Оливеру Кромвелю о помощи против голландской угрозы, а Леверетт и Седжвик отправились в Англию в 1653 году, чтобы получить официальное одобрение военной операции..

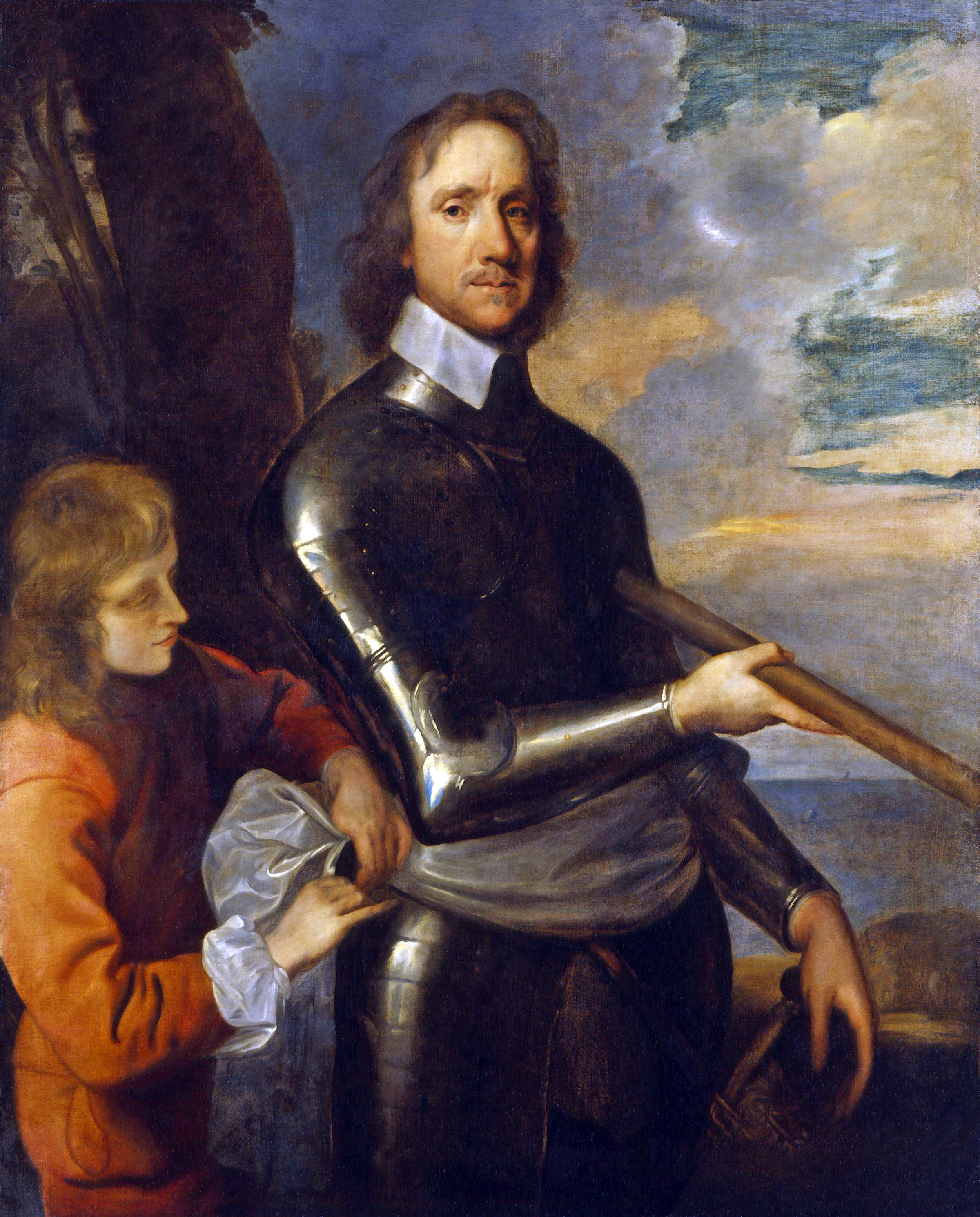
Оливер Кромвель, с которым у Леверетта хорошие отношения

Кромвель ответил, предоставив Седжвику статус военного командующего в Новой Англии, и отправил его и Леверетта с несколькими кораблями и войсками на битву с голландцами. Флот должен был быть дополнен 500 ополченцами под командованием Леверетта. Но к моменту, когда силы Новой Англии были мобилизованы в 1654 году, между англичанами и голландцами уже был заключен мир. Тогда Седжвик воспользовался своими полномочиями, чтобы начать конфликт с французами в соседней Акадии, где жили каперы, охотившиеся на английские суда. В июле 1654 года он захватил главные акадские порты Порт-Рояль и Форт-Пентагуэ. Седжвик передал военное командование провинции Леверетту. Леверетт управлял Новой Скотией три года, передав полномочия сэру Томасу Темплу в мае 1657 года. За это время он и Седжвик взяли под свой контроль торговлю во французской Акадии. Леверетт финансировал большую часть расходов на оккупацию Акадии, а затем подал прошение Кромвелю о возмещении расходов. Хотя Кромвель санкционировал компенсацию, он дал приказ провести аудит финансов Леверетта, который так и не состоялся. 

## Губернаторство
С 1663 по 1673 годы Леверетт занимал звание генерал-майора милиции в штате Массачусетс и неоднократно избирался членом губернаторского совета. За это время он наблюдал за укреплением обороны Бостона. Его снова отправили в колониальные поселения Нью-Гемпшир и на юг штата Мэн, где некоторые колонисты выступали против власти Массачусетса и арестовывали колониальных чиновников.
После восстановления Карла II на троне все колонии Англии оказались под его контролем. В 1665 году король отправил в Массачусетс четырех комиссаров. Им было дано указание получить согласие колонии на условия короля, перечисленные в письме от 1662 года, в котором содержались требования принять более терпимые религиозные законы и обеспечить соблюдение навигационных актов. Приезд комиссаров вызывал некоторую озабоченность у правительства колонии, и Леверетт был направлен в комитет по составлению ходатайства королю с требованием отозвать комиссаров. Документ, который они подготовили, характеризовал комиссаров как «агентов зла, посланных в Массачусетс, чтобы подорвать его устои и уничтожить его независимость».

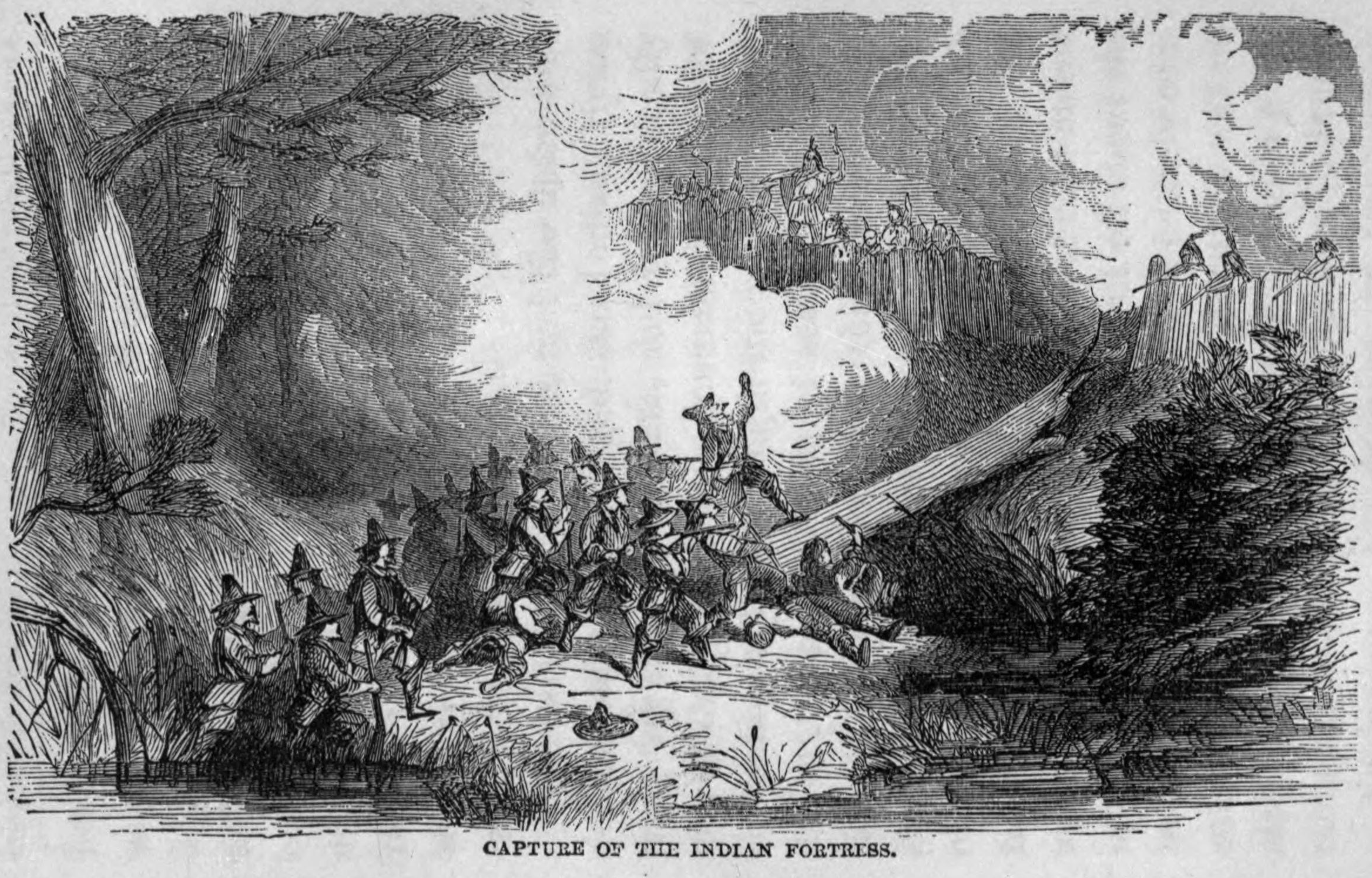
Захват форта Вампанаг на горе Хоуп в 1675 году во время войны короля Филипа

Леверетт занимал пост заместителя губернатора при губернаторе Ричарде Беллингеме в 1671-1672 годах и сменил его на посту главы колонии. Его пребывание на посту губернатора было в заметным из-за войны короля Филипа и растущих угроз колониальной хартии, кульминацией которых стала ее отмена в 1684 году. Колония разозлила короля, приобретя претензии сэра Фердинандо Горджеса на земли в Мэне в 1677 году, которые Карл намеревался приобрести для своего сына, герцога Монмутского. Эдвард Рэндольф, посланный королем в колонии Новой Англии, сообщил в 1676 году: Леверетт полагал, что колония выходит за пределы досягаемости короны, «Он свободно заявил мне, что законы, принятые вашим Величеством и вашим парламентом, не обязывают их ни к чему, что не состоит в интересах самой колонии».
Леверетт предпочитал религиозную терпимость, и баптисты смогли открыто начать богослужения в Бостоне во время его пребывания в должности, но при этом он подвергся критике за жесткие законы против квакеров 1677 года. После отставки Леверетта баптисты были изгнаны в 1680 году.

## Смерть и наследие
Леверет умер на посту губернатора, по сообщениям, из-за камней в почках, 16 марта 1678/9 года, и был погребён на кладбище Королевской часовни в Бостоне. Его потомками являются внук Джон, седьмой президент Гарвард-колледжа, и Леверетт Салтонстолл, губернатор штата Массачусетс XX века. Город Леверетт, штат Массачусетс, был назван в честь его внука.